# Niederländische Badmintonmeisterschaft 2017
Die Niederländische Badmintonmeisterschaft 2017 fand vom 3. bis 5. Februar 2017 in Almere statt. 

## Austragungsort
- Topsportcentrum Almere, Almere

## Medaillengewinner
| Disziplin    | Gold                         | Silber                        | Bronze                            |
| ------------ | ---------------------------- | ----------------------------- | --------------------------------- |
| Herreneinzel | Mark Caljouw                 | Nick Fransman                 | Erik Meijs                        |
| Herreneinzel | Mark Caljouw                 | Nick Fransman                 | Michiel Kruijt                    |
| Dameneinzel  | Gayle Mahulette              | Debora Jille                  | Tamara van der Hoeven             |
| Dameneinzel  | Gayle Mahulette              | Debora Jille                  | Manon Sibbald                     |
| Herrendoppel | Jelle Maas Robin Tabeling    | Jim Middelburg Russell Muns   | Joran Kweekel Thomas Wijers       |
| Herrendoppel | Jelle Maas Robin Tabeling    | Jim Middelburg Russell Muns   | Michiel Kruijt Léon Nottelman     |
| Damendoppel  | Cheryl Seinen Iris Tabeling  | Imke van der Aar Debora Jille | Tamara van der Hoeven Dorien Lups |
| Damendoppel  | Cheryl Seinen Iris Tabeling  | Imke van der Aar Debora Jille | Myke Halkema Ilse Vaessen         |
| Mixed        | Robin Tabeling Cheryl Seinen | Ruben Jille Iris Tabeling     | Jelle Maas Imke van der Aar       |
| Mixed        | Robin Tabeling Cheryl Seinen | Ruben Jille Iris Tabeling     | Jim Middelburg Myke Halkema       |